# Bolesław Smólski
Bolesław Smólski (ur. 10 maja 1922 w Poznaniu, zm. 20 grudnia 1979 tamże) – polski piłkarz, napastnik, lewoskrzydłowy.

## Kariera piłkarska

### Kariera klubowa
Pierwsze kroki w piłce nożnej stawiał w Warcie Poznań, w której później grał. 

### Kariera reprezentacyjna
W reprezentacji Polski wystąpił tylko raz, 11 czerwca 1947 zagrał w meczu - pierwszym powojennym Polaków - z Norwegią.

#### Mecze w reprezentacji Polski w kadrze A
| L.p. | Data            | Miejsce  | Miejsce | Gospodarz | Wynik | Gość   | Rodzaj rozgrywek | Uwagi | Źródło |
| L.p. | Data            | Stadion  | Miasto  | Gospodarz | Wynik | Gość   | Rodzaj rozgrywek | Uwagi | Źródło |
| ---- | --------------- | -------- | ------- | --------- | ----- | ------ | ---------------- | ----- | ------ |
| 1    | 11 czerwca 1947 | Ullevaal | Oslo    | Norwegia  | 3:1   | Polska | Mecz towarzyski  |       | [ 2 ]  |